# منشأة حمور
قرية منشاة حمور هي إحدى القرى التابعة لمركز دمنهور في محافظة البحيرة في جمهورية مصر العربية. حسب إحصاءات سنة 2006، بلغ إجمالي السكان في منشاة حمور 10834 نسمة، منهم 5516 رجل و5318 امرأة.